# Gegant Carrasclet
El Gegant Carrasclet forma part del Seguici Festiu de Reus i participa en tots els actes de la Festa Major, en la cercavila del 23 de juny, Diada dels Països Catalans i a les festes de Misericòrdia, al mes de setembre.
Simbolitza la figura de Pere Joan Barceló, nascut a Capçanes el 1682, que tenia per malnom Carrasclet, un carboner que va lluitar, durant la guerra de Successió al costat de l'Arxiduc Carles d'Àustria. Exiliat el 1714, tornà a Catalunya el 1718 i aixecà una partida d'uns 8.000 homes amb equip i diners facilitats per exiliats a França, que actuà a la Serra de Llaberia, el Montsant i a les comarques del Pallars, la Cerdanya i el Rosselló. Barceló va acabar els seus dies a Àustria, on morí en una batalla amb el grau de coronel de l'exèrcit austríac
Un grup de reusencs van plantejar-se la construcció d'un gegant que no només fos un element festiu, sinó que, a través de la festa, tingués una forta càrrega simbòlica i reivindicativa. Es va considerar que Pere Joan Barceló podia ser aquest símbol, ja que havia actuat per les muntanyes properes i fins i tot se li atribuïa una incursió a Reus a favor de l'Arxiduc.

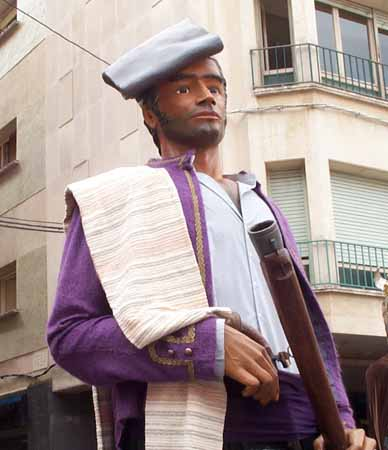
El Gegant Carrasclet

El 1985 s'inicià la construcció del gegant, en polièster, amb una alçada de 4 metres i un pes de 76 kg, per l'escultor Manel Llauradó. Porta una camisa blau clar, una jaqueta morada i un faldillam negre. Al cap, una barretina musca, pròpia dels pagesos del Camp de Tarragona, a l'espatlla una manta i a la mà esquerra un trabuc. Va ser "batejat" el 1986 a la plaça del Mercadal. El van apadrinar el gegant Indi, la Vitxeta i la Colla Sardanista Rosa de Reus. L'any 1990 va ser incorporat al Seguici Festiu de la ciutat i a les professons de la festivitat de la Mare de Déu de Misericòrdia, el 24 i 25 de setembre.
Se'n responsabilitza de les sortides la Colla Gegantera del Carrasclet, que porta una camisa blava semblant a la del gegant, pantalons negres, faixa morada, sabatilles i una tovallola al coll. Té música pròpia, la marxa i el ball del gegant Carrasclet, composta per Biel Ferré i interpretada per una colla de grallers.